# Robert Geoffrey Edwards
Sir Robert Geoffrey Edwards (Batley, 1925. szeptember 27. – Cambridge, 2013. április 10.) angol fiziológus. Az általa kidolgozott in vitro megtermékenyítési technológia révén született meg 1978-ban az első lombikbébi. 2010-ben orvostudományi Nobel-díjban részesült. 

## Tanulmányai
Robert G. Edwards munkáscsaládban született 1925. szeptember 27-én a West Yorkshire megyében fekvő kisvárosban, Batley-ban, Samuel és Margaret Edwards három fia közül a másodikként. Anyja a helyi malomban volt gépkezelő. Ötéves korában a család Manchesterbe költözött és Robert itt végezte az elemi- és középiskolát. 1943-ban befejezte iskoláit és – a második világháború közepén – behívták a hadseregbe. Tisztiiskolába küldték és 1946-ban a brit hadsereg tisztjévé avatták. 1948-ban leszerelt és a bangori Wales-i Egyetemen kezdett el agronómusnak tanulni. Három évvel később, 1951-ben azonban éppenhogy csak átjutott a vizsgákon, elégséges osztályzattal. Eredményei ellenére felvették az Edinburgh-i Egyetemre, ahol genetikát és embriológiát hallgatott és 1957-ben az egér magzati fejlődéséből írt disszertációjával megszerezte doktori fokozatát. 1957-58-ban egy évet a California Institute of Technology-n töltött fejlődésbiológiai kutatásaival, majd visszatérte után a londoni National Institute of Medical Research-nél kezdett dolgozni. A megtermékenyítés immunológiai vonatkozásaival foglalkozott, majd 1959-ben sikeresen utánozta az egér petesejtjének érési folyamatát in vitro körülmények között, chorion gonadotropin hormon hozzáadásával és anélkül is. Kísérleteit kiterjesztette más állatfajokra és emberre is, de csak nagyon korlátozott sikerekkel járt (annak ellenére, hogy Gregory Pincus a 30-as években közölte az emberi petesejt sikeres in vitro érését) 

## Azin vitromegtermékenyítés kidolgozása

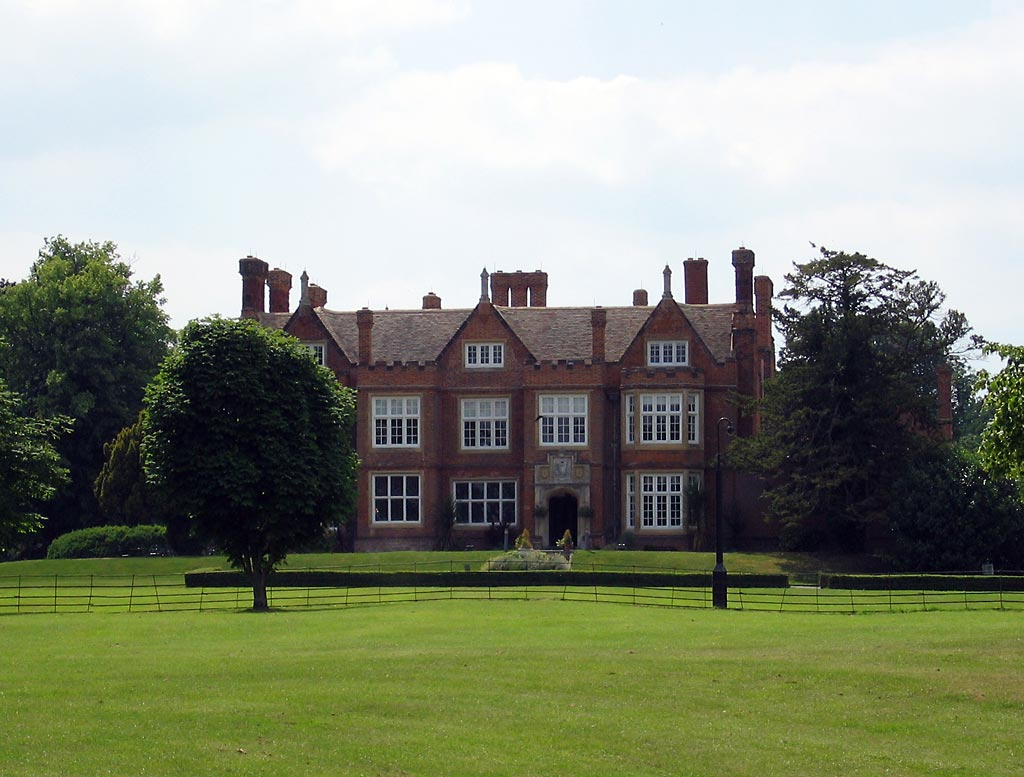
A Bourn Hall Klinika

1962-ben a Glasgow-i Egyetemre ment át, de alig egy évvel később elfogadta a Cambridge-i Egyetem állásajánlatát. Folytatta petesejt-érési vizsgálatait és 1965-ben rájött, hogy a nagyobb testű élőlények esetében több időre van szükség, ami az embernél eléri a 36 órát is. 1969-re a spermiumok mesterséges kapacitálásával megoldotta a testen kívüli megtermékenyítés problémáját is. Ekkor kezdte együttműködését Patrick Steptoe sebész-nőgyógyásszal is, aki kidolgozta az éretlen petesejtek kivételét az emberi petefészekből. 1972-ben először ültettek be megtermékenyített petesejtet egy nő méhébe; ekkor még sikertelenül. Edwards és Steptoe szerették volna technikájukat átvinni a klinikai gyakorlatba is, hogy terméketlen párokon segíthessenek, de a hivatalos és tudományos körök részéről nagy ellenállást, sőt ellenségességet tapasztaltak. A Medical Research Council arra hivatkozva, hogy előbb főemlősökön tökéletesítsék a módszert, megtagadta a projekt finanszírozását. Sokan etikai okokból támadták, voltak, akik szakmai oldalról kritizálták őket. Hosszú évekig harcoltak, míg végül egy vidéki kórház biztosított számukra egy apró, ablaktalan laboratóriumot és 1978-ban világra jöhetett az első lombikbébi, Louise Brown. Az érdeklődés az új technológia iránt hatalmas volt és Edwards és Steptoe 1980-ban megalapította a Bourn Hall Klinikát, a mesterséges megtermékenyítés első központját. A technika gyorsan terjedt világszerte és 2010-re becslések szerint már négymillióra rúgott azok száma, akik lombikbébiként látták meg a napvilágot.              

## Elismerései
Robert G. Edwards 2010-ben, 85 évesen megkapta az orvostudományi Nobel-díjat. Társa, Patrick Steptoe már 1988-ban elhunyt, ezért nem kaphatta meg a legrangosabb tudományos kitüntetést. Edwards maga is időskori demenciában szenvedett, nem is fogta fel igazán a történteket és nem is tudott részt venni a díj átadásán.
1984-ben a Royal Society tagjává választották. 2001-ben megkapta az orvosi alapkutatásért járó Albert Lasker-díjat. 2011-ben lovaggá ütötték és kitüntették a Brit Birodalom Rendjének parancsnoki fokozatával.

## Családja
Edwards az Edinburgh-i Egyetemen ismerte meg Ruth Fowlert, akivel 1954-ben összeházasodott. Ruth apja Ralph Fowler, cambridge-i fizikaprofesszor volt, anyai nagyapja pedig a híres Nobel-díjas fizikus, Ernest Rutherford. Öt lányuk született: Caroline, Sarah, Jenny és az ikrek, Anna és Meg Edwards.
Robert G. Edwards 2013. április 10-én halt meg Cambridge melletti otthonában, 87 éves korában.